# Vendays-Montalivet
Vendays-Montalivet là một xã trong tỉnh Gironde, thuộc vùng Nouvelle-Aquitaine của nước Pháp, có dân số là 1827 người (thời điểm 1999). Xã sống chủ yếu nhờ vào du lịch.

## Nhân khẩu học
| 1962 | 1968 | 1975 | 1982 | 1990 | 1999 |
| ---- | ---- | ---- | ---- | ---- | ---- |
| 1568 | 1630 | 1597 | 1636 | 1681 | 1827 |